# سيزيف
سيزيف أو سيسيفوس (بالإنجليزية: Sisyphus or Sisyphos)‏، اسمه يعني «الخنفسة أو خنفسة الروث»، هو ملك تساليا وإناريتي ومؤسس كورنثة. كما أسس مع غيره الألعاب الإستيمية. يُقال إنه كان لئيمًا شريرًا يكمن للمسافرين الكمائن ليقتلهم.
كان أحد أكثر الشخصيات مكراً في الميثولوجيا الإغريقية، حيث استطاع أن يخدع إله الموت ثاناتوس مما أغضب كبير الآلهة زيوس، فعاقبه بأن يحمل صخرة من أسفل الجبل إلى أعلاه، فإذا وصل القمة تدحرجت إلى الوادي، فيعود إلى رفعها إلى القمة، ويظل هكذا إلى الأبد، فأصبح رمزًا للعذاب الأبدي. ومن خلال التأثير الكلاسيكي على الثقافة الحديثة، توصف المهام الشاقة وغير المجدية بالتالي بأنها عبثية أو سيزيفيَّة.

## الأسطورة

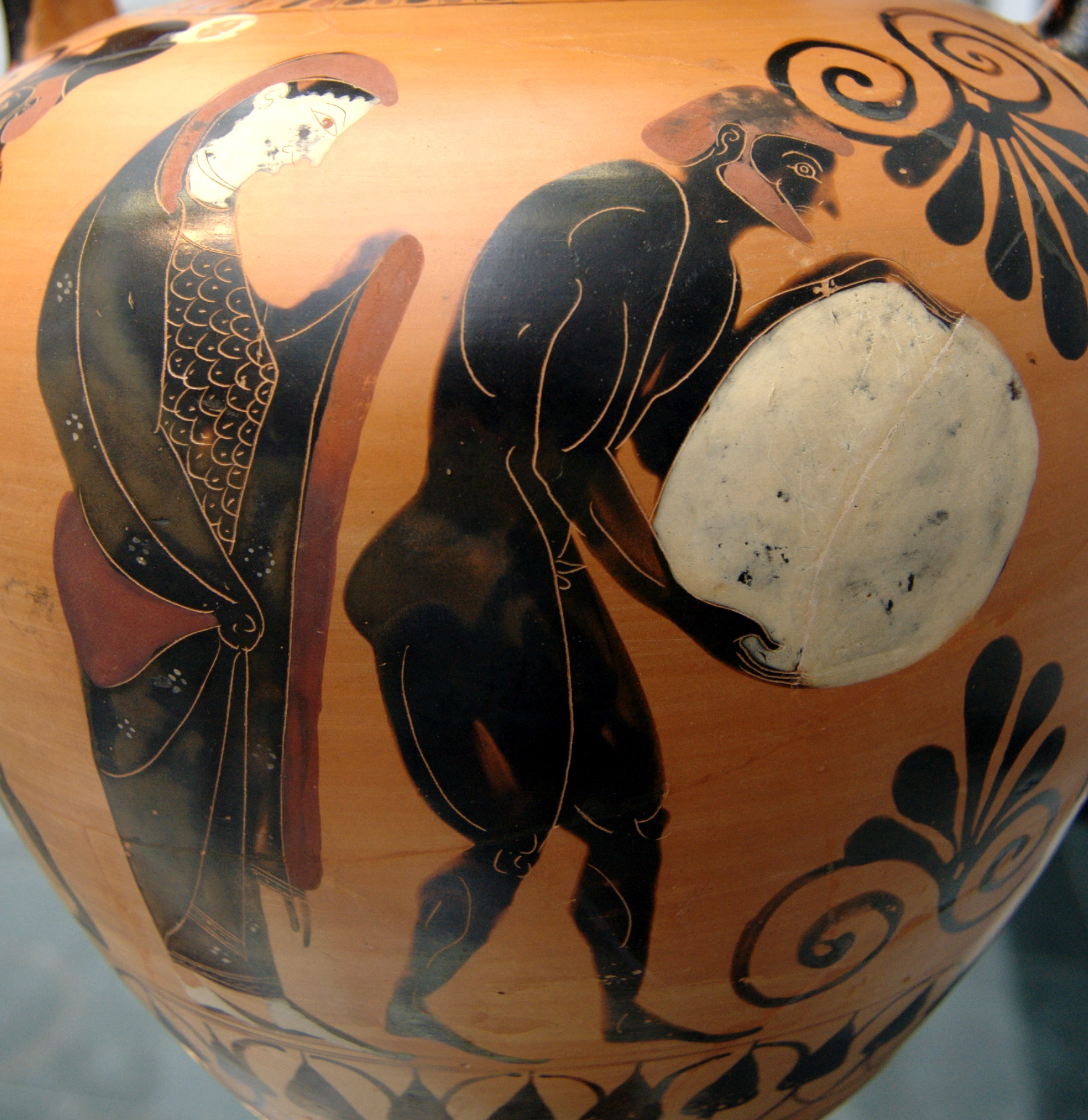
بيرسيفون تُشرف على سيزيف في العالم السفلي، أمفورة إغريقية من الفخار ذات مظهر أسود، ، في متحف مجموعات الآثار الحكومية، ألمانيا.

سيزيف هو ابن الملك أيولوس ملك ثيساليا وإيناريت، وأول ملك ومؤسس مملكة إيفيرا (كورنثة). وهو شقيق سالمونيوس، ووالد غلاوكوس من الحورية ميروبي، وجد بيليروفون. وتقول مصادر متأخرة بأن سيزيف هو والد أوديسيوس من أنتيكلي، قبل أن تتزوج بزوجها اللاحق ليرتيس. ويقال إن سيزيف هو مخترع وموجد الألعاب البرزخية على شرف ميليسرتيس.
اشتغل سيزيف بالتجارة والإبحار، لكنه كان مخادعا وجشعا، وخرق قوانين وأعراف الضيافة بأن قتل المسافرين والضيوف (النزلاء). وقد صوره هوميروس ومن تلاه من الكتاب واشتهر لديهم بأنه أمكر وأخبث البشر على وجه الأرض قاطبة وأكثرهم لؤما. أغرى ابنة أخيه، واغتصب عرش أخيه وأفشى أسرار زيوس (خصوصا اغتصاب زيوس لإيجينا، ابنة إله النهر أسوبوس، وفي روايات أخرى ابنة والده أيولوس، وبالتالي تكون أخت سيزيف الشقيقة أو نصف الشقيقة).
أمر زيوس هادس أن يسلسل سيزيف في الجحيم. وطلب سيزيف بمكر من ثانتوس أن يجرب الأصفاد والسلاسل ليختبر مدى كفاءتها. وعندما فعل ثانتوس ذلك أحكم عليه سيزيف الأصفاد وتوعد هادس. وأحدث ذلك تمردا وانقلابا وثورة وهياجا ولم يعد أحد من البشر يموت، حتى انزعج آريس لأنه فقد المتعة من معاركه لأن خصومه فيها لا يموتون لذلك تدخل وأطلق سراح وفك أسر ثانتوس وأرسل سيزيف إلى الجحيم.
وعلى أية حال، قبل موت سيزيف، أخبر زوجته أنه عندما يموت فعليها أن تمتنع عن تقديم أضحيتها المعتادة. وفي العالم السفلي، شكا من أن زوجته تهجره وتهمله وتتجاهله وأقنع برسيفوني، ملكة العالم السفلي، بالسماح له بالصعود للعالم العلوي ويطلب من زوجته أن تؤدي واجبها وتقدم أضحيتها. عندما عاد سيزيف إلى كورنث، رفض أن يعود ولذلك حُمل إلى العالم السفلي بواسطة هادس. وفي رواية أخرى للأسطورة، اقتنعت برسيفوني مباشرة أنه قد قيد إلى الجحيم بطريق الخطأ وأمرت بإطلاق سراحه.

## التحدي السيزيفي أو المهمة السيزيفية
كعقاب من الآلهة على خداعه، أرغم سيزيف على دحرجة صخرة ضخمة نحو قمة جبل، ولكن قبل أن يبلغ القمة، تفلت الصخرة منه دائما ويتوجب عليه أن يبدأ من جديد. وكانت العقوبة ذات السمة الجنونية والمثيرة للجنون التي عوقب بها سيزيف جزاء لاعتقاده المتعجرف كبشر بأن ذكاءه يمكن أن يغلب ويفوق ذكاء زيوس ومكره. لقد اتخذ سيزيف الخطوة الجريئة بالإبلاغ عن فضائح ونزوات زيوس الغرامية، وأخبر إله النهر أسوبوس بكل ما يتعلق من ظروف وملابسات بابنته إيجينا. وقد أخذها زيوس بعيدا، وبصرف النظر عن كون نزوات زيوس غير اللائقة، فإن سيزيف تجاوز وخرق بشكل لا تخطئه العين حدوده لأنه اعتبر نفسه ندا للآلهة حتى يبلغ عن حماقاتهم وطيشهم ونزقهم. وكنتيجة لذلك، أظهر زيوس ذكاءه الخاص بأن ربط سيزيف بعقوبة وحيرة أبدية. وطبقا لذلك فإن الأنشطة عديمة الهدف أو اللامتناهية توصف بأنها سيزيفية. وقد كان سيزيف وقصته يشكلان موضوعا شائعا للكتاب القدامى، وقد صوره الرسام بوليغنوتوس على جدران الليش في دلفي.

## تفسيرات
طبقا للنظرية الشمسية، فإن سيزيف هو قرص الشمس الذي يطلع كل صباح من الشرق ويهوى غاربا في الغرب. ويعتبره باحثون آخرون تجسيما وتشخيصا للأمواج المائجة ارتفاعا وانخفاضا أو للبحر الغدار. وفي القرن الأول قبل الميلاد فسر الفيلسوف الأبيقوري لوكريتوس أسطورة سيزيف كتجسيم للساسة الذين يطمحون ويسعون باستماتة إلى الكرسي والمنصب السياسي وأنهم مهزومون مغلوبون في مسعاهم بصفة دائمة مستمرة، وأن السطوة والسلطة مجرد شيء فارغ خاو في حقيقتها، تماما مثل دحرجة الجلمود لأعلى التل. وقد اقترح فيلكر أنه يرمز إلى الصراع العبثي للإنسان في سبيل المعرفة، وقال رايناخ أن عقابه تم بناء على صورة يظهر فيها سيزيف مدحرجا حجرا ضخما هو أكروكورنثوس، وهو رمز الكدح والمشقة والحنكة والمهارة التي استخدمها في بناء السيزيفيوم.
ورأى ألبير كامو في مقاله المنشور عام 1942 والمسمى أسطورة سيزيف، أن سيزيف يجسد هراء وسخف ولا منطقية ولا عقلانية الحياة الإنسانية، ولكنه يختم بقوله أن المرء لابد أن يتخيل أن سيزيف سعيد مسرور. تماما كما أن النضال والصراع والكفاح ذاته نحو الأعالي والمرتفعات كاف وكفيل بملء فؤاد الإنسان حيث يقول عنه: ليس هناك عقاب أفظع من عمل متعب لا أمل فيه ولا طائل منه.